# إصلاح (اسم)
إِصْلَاح هو اسم علم مذكر ومؤنث من أصل عربي، ومعناه هو تقويم وتوفيق وإزالة الفساد.